# Institut für Chinesisches Kulturerbe

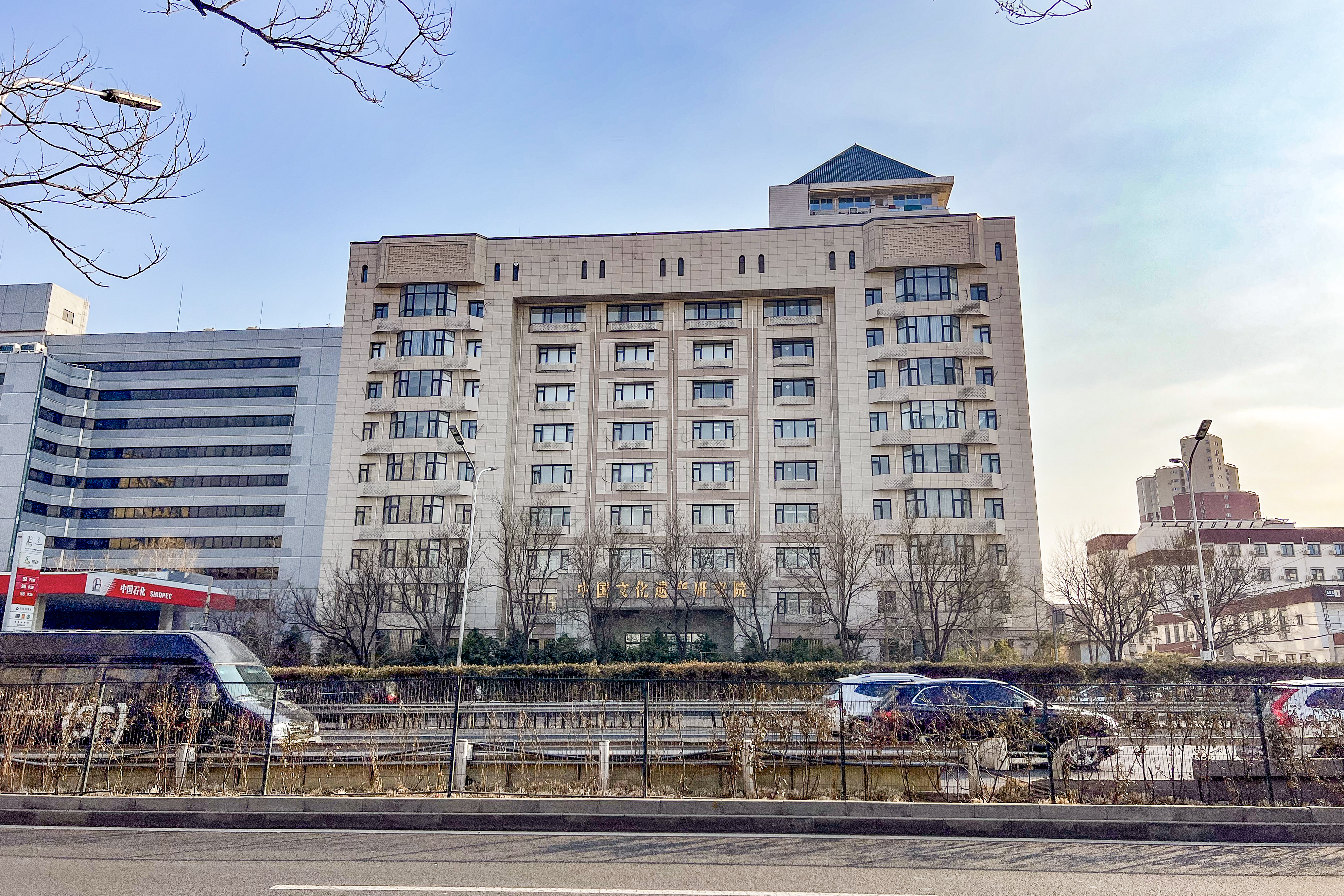

Die Chinesische Akademie für Kulturerbe (chinesisch 中国文化遗产研究院, Zhōngguó wénhuà yíchǎn yánjiūyuàn) ist eine Organisation, die sich dem Schutz, der Erhaltung und der Restaurierung des kulturellen Erbes widmet. Sie steht unter der direkten Leitung der Staatlichen Verwaltung für Kulturerbe Chinas. Die Akademie ist eine wissenschaftliche Forschungseinrichtung in der Volksrepublik China, die sich auf den Schutz des kulturellen Erbes konzentriert und zählt zu den führenden Fachorganisationen in diesem Bereich.

## Aufgabenbereiche
Die Hauptverantwortlichkeiten der Chinesischen Akademie für Kulturerbe umfassen die Forschung, den Schutz, die Restaurierung von Kulturgütern sowie die Ausbildung in diesen Bereichen.

## Geschichte
1935 wurde unter der Nationalregierung das „Komitee zur Bearbeitung von Kulturrelikten der alten Hauptstadt“ gegründet. Nach der Gründung der Volksrepublik China erfolgte 1949 die Umbenennung in „Pekinger Komitee zur Restaurierung von Kulturrelikten“ und die Unterstellung unter das Kultusministerium. 1973 wurde die Einrichtung zum „Institut für Wissenschaft und Technologie zum Schutz von Kulturrelikten“ umbenannt. 1990 fusionierte es mit dem Forschungsbüro für Alte Dokumente des Kultusministeriums zum „Institut für Kulturrelikte Chinas“. Im August 2007 erhielt die Institution schließlich ihren heutigen Namen „Chinesische Akademie für Kulturerbe“.

## Organisation
Die Chinesische Akademie für Kulturerbe besteht hauptsächlich aus sieben operativen Abteilungen, darunter das Institut für Kulturgüter, das Institut für Konservierung und Ingenieurwesen von Kulturgütern, das Chinesische Zentrum für Weltkulturerbe, das Institut für Konservierung und Restaurierung von Kulturgütern, das Institut für Aus- und Weiterbildung, das Dokumentations- und Forschungsbüro (Bibliothek) sowie die Redaktion des Chinesischen Kulturerbes. Zusätzlich gibt es drei Verwaltungsabteilungen und eine Sicherheitsabteilung. Darüber hinaus sind der Akademie drei weitere Einrichtungen angegliedert: das Sekretariat des Chinesischen Nationalkomitees von ICOMOS, das Sekretariat des Komitees für Standardisierung des Kulturerbeschutzes und das Sekretariat des Lenkungsausschusses für Berufsbildung und Lehre im Bereich Kulturerbeschutz. Diese Struktur ermöglicht es der Akademie, ihre vielfältigen Aufgaben im Bereich des Kulturerbeschutzes umfassend zu erfüllen.

## Forschungseinrichtungen
Die Forschungsrichtungen der Chinesischen Akademie für Kulturerbe umfassen Wissenschaft und Technologie des Kulturerbeschutzes sowie verwandte Disziplinen. In der Volksrepublik China sind Qualifikationen für archäologische Ausgrabungen und andere Bereiche des Kulturerbeschutzes erforderlich. Die Akademie verfügt über Laborräume von etwa 1600 Quadratmetern mit 211 Instrumenten und Ausrüstungsgegenständen.
Im Jahr 2014 beschäftigte die Einrichtung 140 Mitarbeiter, darunter 70 mit höheren fachlichen und technischen Qualifikationen. Drei dieser Mitarbeiter wurden von ausländischen Regierungen mit dem niederländischen Prinz-Claus-Preis geehrt. Im Dezember 2022 zeichnete der stellvertretende Premierminister und Minister für parlamentarische Verbindungen und Aufsicht Kambodschas, Mae Seng Anh, Vertreter verschiedener Länder für ihre herausragenden Beiträge zum Schutz der Angkor-Monumente aus. Dabei wurden Jin Zhaoyu und Yuan Mengxie von der Chinesischen Akademie für Kulturerbe zu Rittern des Ordens des Königreichs Kambodscha ernannt.

## Projekte
Über 1.000 wissenschaftliche Forschungsprojekte wurden durch die Chinesische Akademie für Kulturerbe begleitet oder auf verschiedenen Ebenen geleitet, darunter mehr als 30 bedeutende staatliche Sonderprojekte. Zudem hat die Akademie über 100 große Projekte zum Schutz und zur Restaurierung von Kulturdenkmälern abgeschlossen. Einige Beispiele für diese Projekte sind:
Die Renovierung des Longxing-Tempels in Zhengding, Hebei, durchgeführt von 1953 bis 1955. Von 1985 bis 1992 leitete die Akademie ein Projekt zum Schutz, zur Instandhaltung und zum Wiederaufbau der Ming-Gräber in Peking. Ein langfristiges Projekt war der Schutz der Yungang-Grotten in Shanxi, das von 1974 bis 1998 andauerte. Der Potala-Palast in Tibet war Gegenstand von Erhaltungs- und Schutzmaßnahmen, die in zwei Phasen durchgeführt wurden: zunächst von 1989 bis 1994 und dann erneut von 2002 bis 2007.

### Technische Projekte
Die Chinesische Akademie für Kulturerbe hat über 500 nationale Projekte zum Schutz des Kulturerbes durchgeführt und abgeschlossen, darunter mehr als 100 Großprojekte. Einige Beispiele sind:
Auf nationaler Ebene wurde von 2006 bis 2009 ein Projekt zur integrierten Schutztechnologie für eiserne Kulturgüter durchgeführt. Von 2007 bis 2008 gab es eine Forschung zur Anwendung von Rauminfomationstechnologie bei der Erhaltung großer archäologischer Stätten am Beispiel des Großen Kanals.
Weitere nationale Projekte umfassten von 2008 bis 2010 die Erforschung von Schlüsseltechnologien zur Konservierung und Restaurierung vergoldeter und bemalter Steinschnitzereien in Südchina sowie von 2009 bis 2010 den Schutz und die Erforschung ausgegrabener Dokumente in Xinjiang.
Im Auftrag der Staatlichen Verwaltung für Kulturerbe wurde 2008 eine Studie zu den Anforderungen der ersten Phase des Erhaltungsplans für das Kulturerbe des Großen Kanals durchgeführt.
Weitere Forschungsthemen betrafen die Konservierungs- und Restaurierungsgeschichte des Ta Keo Tempels in Angkor, Kambodscha (2010–2011) sowie die Sammlung und Auswertung archäologischer Materialien zu Kulturgütern auf den Inseln im Südchinesischen Meer (2010–2011).

## Akademische Arbeiten und Publikationen
Die Akademie hat eine Vielzahl akademischer Arbeiten veröffentlicht, darunter Monographien zu ingenieurtechnischen und wissenschaftlich-technologischen Konservierungsmethoden. Zu den bedeutenden Werken zählen „Techniken für den Schutz und die Restaurierung chinesischer Kulturgüter“ und „Weltkulturerbe: Angkor-Monumente in Kambodscha - Chau Say Tevoda Tempel“. Weitere Monographien befassen sich mit Grundlagenforschung, wie der „Katalog der Lokalchroniken der Chinesischen Akademie für Kulturerbe“ und „Epitaphe aus dem neuen China“. In der Zeitschriftenreihe, die von der Akademie herausgegeben wird, erscheinen unter anderem das seit 1985 jährlich erscheinende Magazin „出土文献研究“ („Studien zu ausgegrabenen Texten“) und das seit 2006 vierteljährlich erscheinende Magazin „中国文物科学研究“ („wissenschaftliche Forschung zu Kulturgütern in China“), das gemeinsam mit der Chinesischen Gesellschaft für Kulturerbe veröffentlicht wird.

## Kooperationen
Die Chinesische Akademie für Kulturerbe (CACH) hat wissenschaftliche Kooperationen mit zahlreichen renommierten Forschungsinstituten, Universitäten und lokalen Regierungen weltweit initiiert. Im Jahr 2009 führte die Akademie Kooperationen und Austausche mit relevanten Institutionen in den USA, Großbritannien, Frankreich, Deutschland, der Schweiz, Malaysia, Israel, Spanien, Italien, der Tschechischen Republik, Kambodscha, Südkorea, Japan, Indien, Taiwan und anderen Ländern durch. Im selben Jahr nahmen 40 wissenschaftliche Mitarbeiter des Instituts an internationalen Konferenzen teil und reisten zu Ausbildungszwecken ins Ausland. Auf nationaler Ebene wurden Kooperationsrahmenvereinbarungen mit verschiedenen Organisationen, Institutionen und lokalen Regierungen unterzeichnet, darunter das Verwaltungsbüro für Kulturgüter des Yunju-Tempels in Fangshan, Peking, das Forschungsinstitut für Felsschnitzereien in Dazu, das Büro für Kulturgüter der Autonomen Region Innere Mongolei, die Verwaltungsbehörde von Jinggangshan sowie die Volksregierung des Kreises Lancang. Diese Kooperationen unterstreichen das Engagement der CACH für den Austausch von Wissen und Expertise im Bereich des Kulturerbeschutzes sowohl auf internationaler als auch auf nationaler Ebene.